# Зарзар (озеро)
Зарзар — озеро, розташоване за 30 км на північний захід від Дамаска, у провінції Дамаск, Сирія. У північно-східній частині озера споруджено дамбу.